# Nana Visitor
Nana Visitor, född 26 juli 1957 i New York, är en amerikansk skådespelare. Hon är mest känd för att ha spelat Kira Nerys i tv-serien Star Trek: Deep Space Nine (DS9) och Jean Ritter i tv-serien Wildfire.

## Tidiga år
Nana Tuckers far, Robert Tucker, är Broadwaykoreograf, och hennes mor Nenette Charisse balettlärare. Eftersom hon uppfostrades i New Yorks teaterdistrikt och alltid var omringad av dansare, var det inte så märkligt att hon började dansa i sin mors studio redan vid 7 års ålder.

## Karriär
Efter high school, där hon hade sina första riktiga erfarenheter på scenen, blev Nana Visitor antagen till Princeton. Innan hon ens hade börjat överväga att resa gick hon på en provspelning, och blev uttagen till att vara med i kören under en show. Efter det fortsatte hon att hitta arbete inom teatern och höll sig borta från högre studier. Som hon själv säger: "Jag tror att alla var ganska lättade över att jag inte blev familjens svarta får som inte började med showbiz."
Allt eftersom Nana Visitors karriär inom underhållningsbranschen började ta fart insåg hon mer och mer att hon behövde ett passande artistnamn. Tucker var hon inte vidare förtjust i, eftersom hennes pappa var adopterad. Valet föll på Visitor, ett gammalt namn från moderns sida av släkten.

### 1980-talet

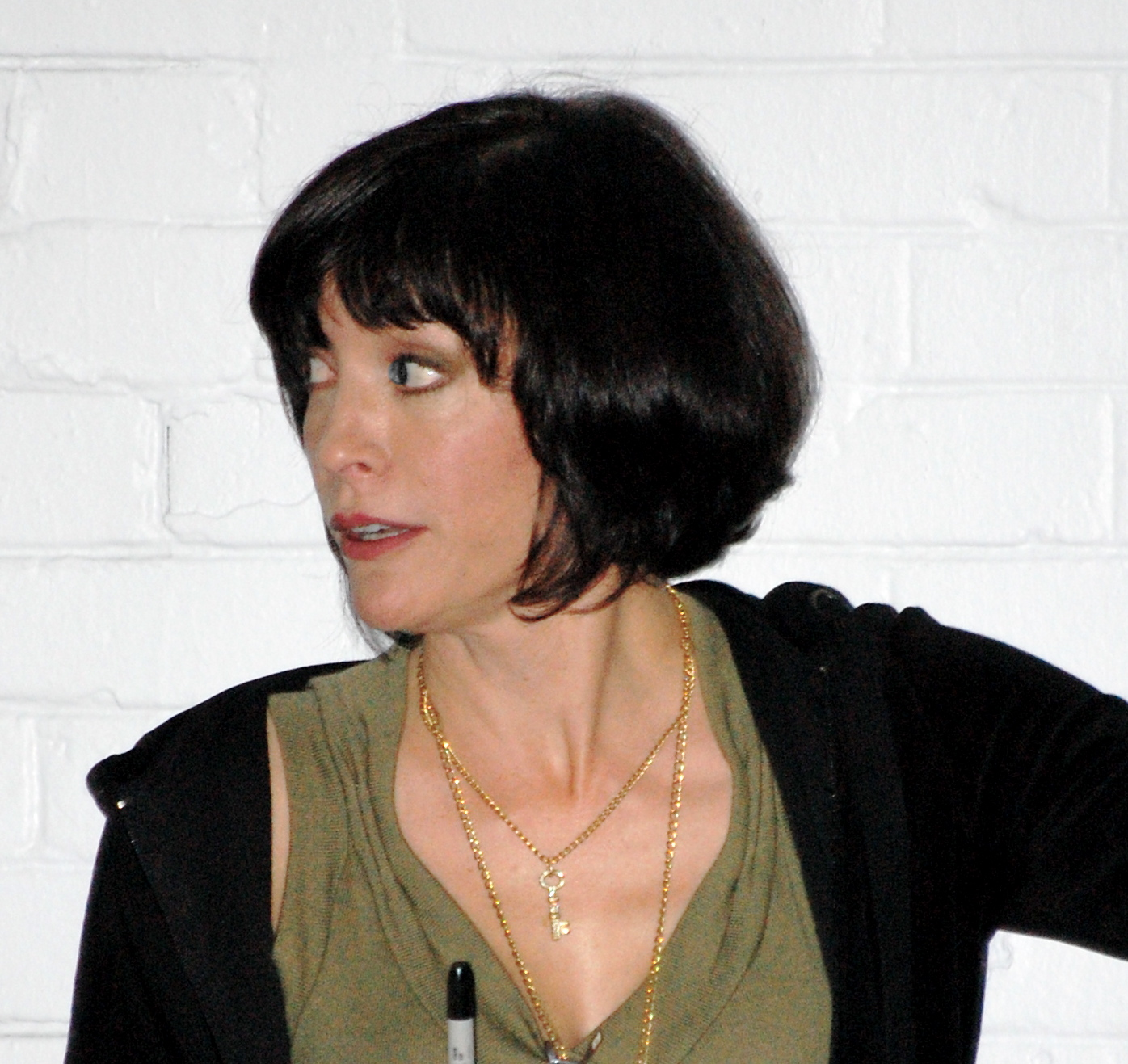
2 september 2007: Nana Visitor på London Film and Comic Con

Visitors första stora scenroll var när hon 1980 fick spela Stella Goodman i Irwin Shaw-pjäsen The Gentle People. Därnäst tog hon sig an titelrollen i  Gypsy, med Angela Lansbury som motspelare. Hon deltog i en uppsättning av Gershwin-musikalen My One & Only, som i huvudrollen hade 1960-talsikonen Twiggy. Nana blev Twiggys inhoppare (redo att ta över om stjärnan någon dag inte skulle kunna uppträda) och var annars med i kören. Soundtracket till produktionen är den enda musikinspelningen som Visitor finns med på.
1982 fick Visitor rollen som Georgina Whitman i såpoperan One Life to Live. Sitt första tv-framträdande hade hon emellertid gjort redan sex år tidigare, då som Svetlana Petrovsky i tre avsnitt av tv-serien Ivan the Terrible (1976).
Nästa gång som Nana Visitor deltog i en musikal var det i den amerikanska klassikern 42:a gatan. Hon spelade huvudrollen Peggy Sawyer.  1985, strax efter sista föreställningen, flyttade Visitor till Los Angeles.
I Los Angeles fick Nana Visitor fler jobb inom tv. Bland annat spelade hon gästroller i MacGyver, Remington Steele, och  The Colbys. I slutet av 1985 var Visitor med i tv-filmen The Spirit., baserad på Will Eisners seriefigurshjälte. Filmen undgick inte sågning, men kritikerna tyckte mycket om Visitor. Flera recensenter skrev uppskattande om hennes komiska talang.
De positiva recensionerna vann Nana Visitor en roll i scenproduktionen av Ladies Room. Hon spelade en före detta Playboy bunny som övergivit sin forna anställning för att bli sekreterare. Lisa Kudrow hade en stor roll i pjäsen, och den skulle komma att bli fröet till filmen Romy & Michele – blondiner har roligare (1997). Andra scenroller följde, men Visitor vände sig till televisionen. Bland annat var hon med i ett avsnitt av tv-serien Educating Rhoda.
I allmänhet innebar 1980-talet idel gästframträdanden för Nana Visitor, däribland i Livet runt trettio, Rättvisans män, Lagens änglar, samt åtskilliga avsnitt av Matlock.

### 1990-talet
1990 fick Nana Visitor en roll i serien Working Girl, baserad på filmen med Harrison Ford, Melanie Griffith och Sigourney Weaver. Nanas medspelare var en då okänd Sandra Bullock. Serien gick inte hem hos tv-tittarna, och ställdes in efter några avsnitt. Samma år arbetade Visitor återigen med Angela Lansbury, i avsnittet See You in Court, Baby av Mord och inga visor.
1992 provspelade hon för rollen som major Kira Nerys i tv-serien Star Trek: Deep Space Nine (DS9). Hon blev intresserad av att spela Kira därför att majoren varken var mor, hustru, en prostituerad eller en mördare. Det var en kvinnlig rollfigur som upplevdes stå på egna ben och ha lite mer djup. Visitor kallades tillbaka för en andra provspelning, och fick jobbet. Kira Nerys blev en av seriens mest populära rollfigurer under de sju år som serien sändes.

### Efter DS9
Nana Visitor återvände till musikalscenen som Roxie i Broadway-produktionen av Chicago. Hon spelade rollfiguren Madam X i tv-serien Dark Angel. Efter att ha gjort ytterligare några gästframträdanden i diverse drama- och komediserier, fick Visitor rollen som Jean Ritter serien Wildfire, samt i independentfilmerna Mini’s First Time (2006) och Babysitter Wanted (2007).
Visitor spelade Pamela Voorhees i nyversionen av 1980-talsrysaren Fredagen den 13:e, Friday the 13th (2009). Hon har också varit röstskådespelare i några avsnitt av Family Guy.

## Privatliv

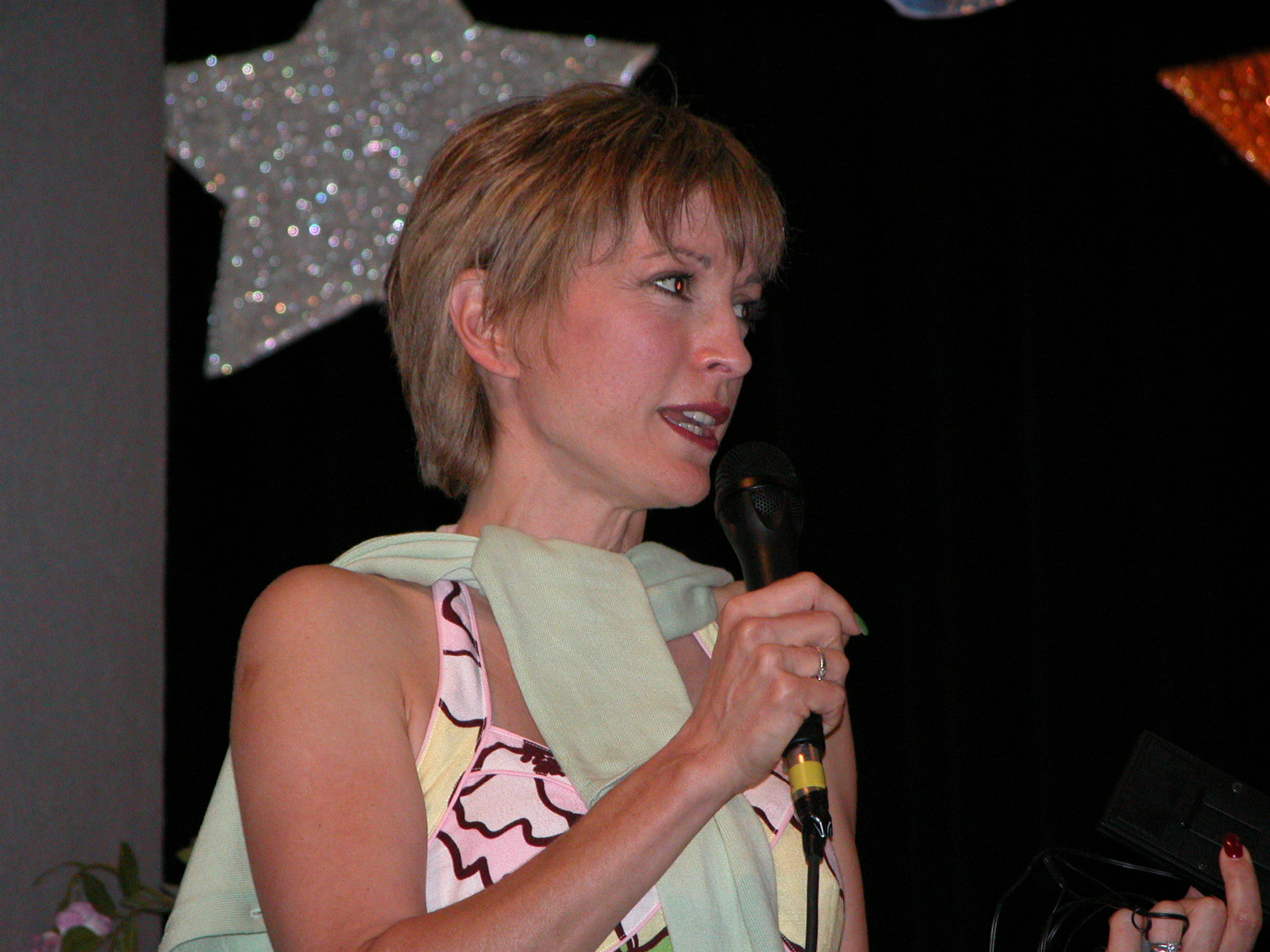
Visitor i Italien, 30 maj 2004

1985 gifte Nana Visitor sig med dansaren och skådespelaren Nick Miscusi som hon hade mött i moderns dansstudio hemmavid. 1992 fick paret sonen Buster.
Visitors sju år som major Kira Nerys i DS9 medförde många personliga förändringar. Hon och Miscusi skilde sig 1994. 1995 blev hon och Alexander Siddig, som spelade Dr. Julian Bashir i DS9, ett par. Deras son Django El Tahir El Siddig föddes i september 1996. I juni 1997 gifte de sig.
Nana Visitor och Alexander Siddig genomgick skilsmässa 2001. Anledningen sades vara att deras karriärer drev dem i motsatta riktningar (och till olika kontinenter). Visitor förlovade sig 2002 med musikalmanagern Matthew Rimmer (som hon hade arbetat med i musikalen Chicago). Bröllopet ägde rum i april 2003.

## Eftermäle
Asteroiden 26733 Nanavisitor är uppkallad efter henne.

## Filmer och tv-serier
| År      | Titel                      | Roll                  | Övrigt                     |
| ------- | -------------------------- | --------------------- | -------------------------- |
| 1977    | The Sentinel               | Girl                  |                            |
| 1978–79 | Ryan's Hope                | Nancy Feldman         | Tv-serie (som Nana Tucker) |
| 1982    | One Life to Live           | Georgina Whitman #1   | Tv-serie                   |
| 1985–87 | MacGyver                   | Laura Farren          | Tv-serie                   |
| 1987    | The Spirit                 | Ellen Dolan           | Tv-film                    |
| 1988    | A Father's Homecoming      | Okänd roll            | Tv-film                    |
| 1990    | Working Girl               | Bryn Newhouse         | Tv-serie                   |
| 1993–99 | Star Trek: Deep Space Nine | Kira Nerys            | Tv-serie                   |
| 2004    | They Are Among Us          | Colette               | Film                       |
| 2005–08 | Wildfire                   | Jean Ritter           | Tv-serie                   |
| 2006    | Mini's First Time          | Rektor Patty Andrews  | Film                       |
| 2007    | Babysitter Wanted          | Linda                 | Film                       |
| 2008    | Swing Vote                 | Justitiekansler Wyatt | Film                       |
| 2009    | Friday the 13th            | Pamela Voorhees       | Film                       |
| 2011    | The Resident               |                       | Film                       |
| 2015    | Ted 2                      |                       | Film                       |